# Bettws-y-Crwyn
Bettws-y-Crwyn – wieś i civil parish w Anglii, w hrabstwie Shropshire. Leży 43 km na południowy zachód od miasta Shrewsbury i 233 km na północny zachód od Londynu. W 2011 roku civil parish liczyła 239 mieszkańców.